# Opite
Opite, (greco, Ὀπίτης), figura mitologica dell'Iliade (XI, v. 301), fu un guerriero acheo.
Opite fu ucciso da Ettore in un'azione bellica descritta nel libro XI dell'Iliade relativo alle Gesta di Agamennone.
()